# Polonesa
| Polonaise Op. 40 No. 1                                          |
|                                                                 |
| Interpretació per Romuald Greiss en un piano Budynowicz de 1850 |
|                                                                 |

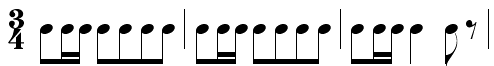
Ritme típic d'una polonesa

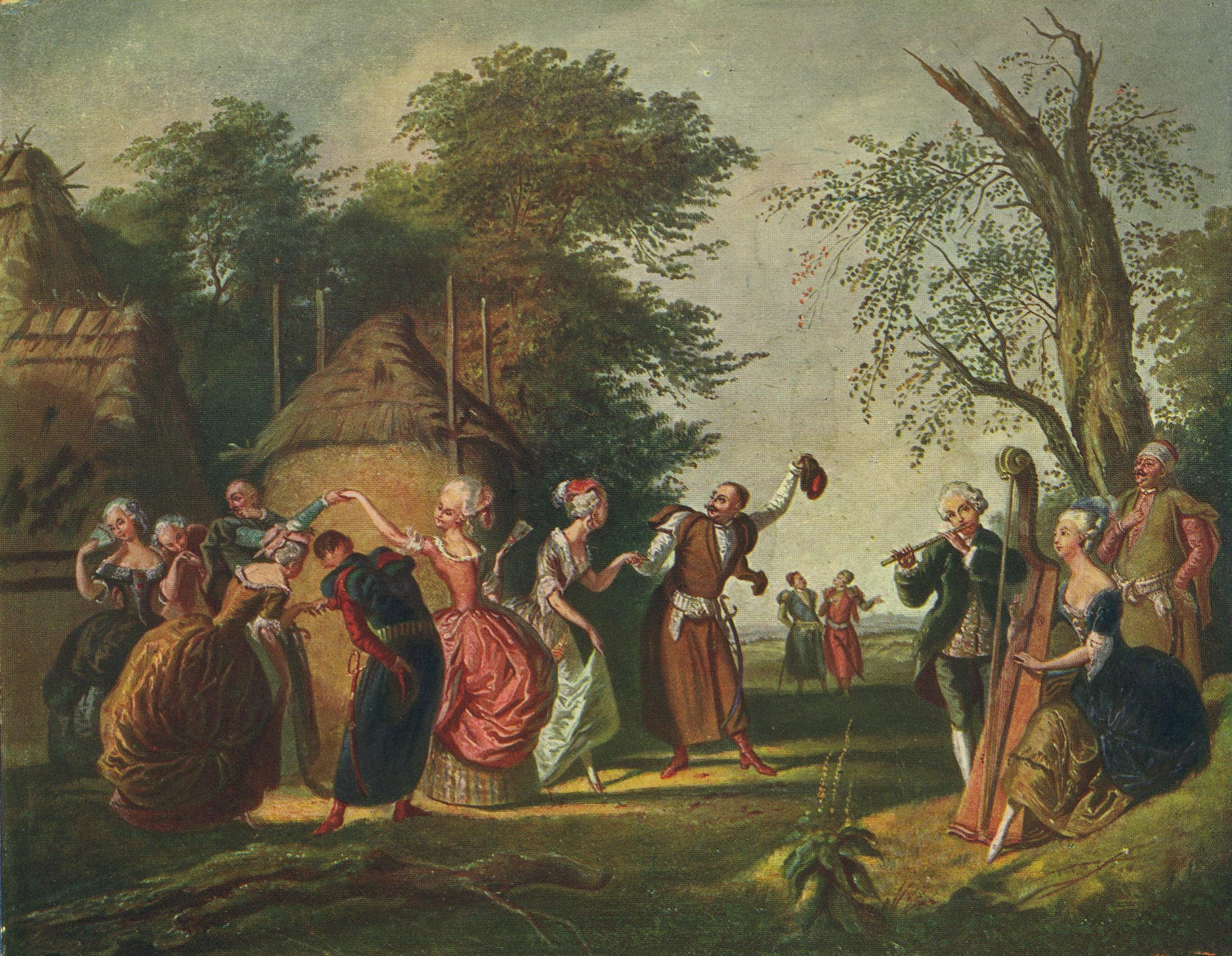
Polonesos ballant una polonesa (quadre de Kornelli Szlegel)

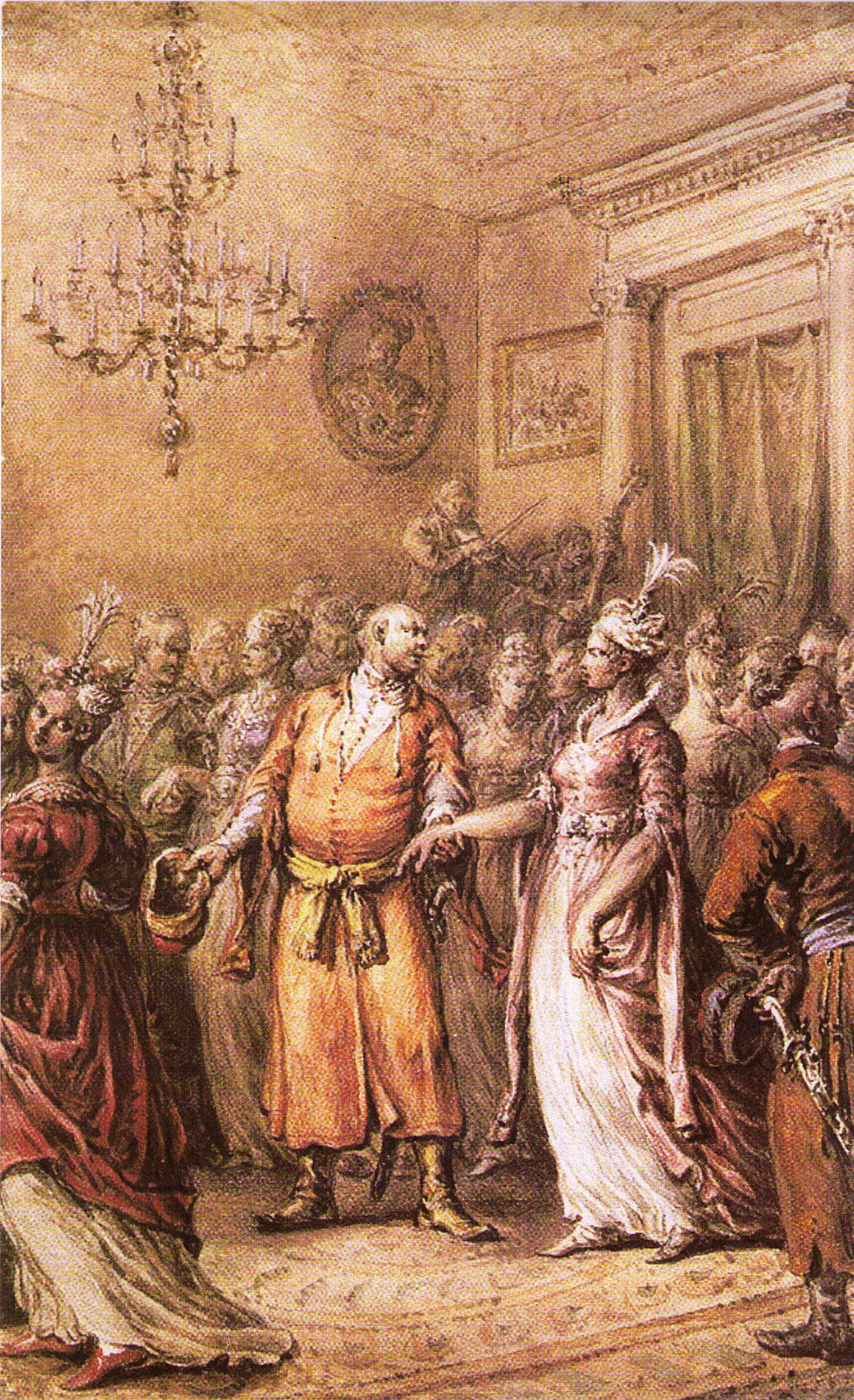
Aristòcrates polonesos ballant una polonesa (quadre de Jean-Pierre Norblin de La Gourdaine)

Una polonesa (polonès, chodzony, italià polacca) és una dansa lenta d'origen polonès amb un ritme de 3/4 i l'antecedent musical de la polca. De vegades pren el nom francés (polonaise).

## Història
Tot i que data del segle xvi, no adquireix el ritme pronunciat que la fa famosa fins al final del segle xviii (1795). De caràcter alhora solemne i festiu, representava la desfilada de la cort davant del rei.

## Compositors
Les poloneses de Frédéric Chopin són de les més conegudes en la música clàssica. Altres compositors clàssics també escrigueren poloneses o peces amb ritme de polonesa com per exemple Johann Sebastian Bach, Wolfgang Amadeus Mozart, Michał Kleofas Ogiński, Franz Schubert, Carl Maria von Weber, Robert Schumann, Franz Liszt, Moritz Moszkowski, Friedrich Baumfelder, Mauro Giuliani, Modest Mussorgsky, Piotr Ilitx Txaikovski i Alexander Scriabin.
La notació alla polacca en la partitura indica que la peça s'ha de tocar amb el ritme i caràcter d'una polonesa (per example el rondó del Triple Concert de Beethoven porta aquesta instrucció.
La polonesa és una dansa comú en les festes de carnaval.